# Tra passione e lacrime
Tra passione e lacrime – singel Emmy Marrone, wydany 28 października 2011, pochodzący z albumu Sarò libera. Utwór napisali i skomponowali Francesco Morettini, Giulia Anania oraz Luca Angelosanti, a za produkcję odpowiadał Dado Parisini.
Singel był notowany na 42. miejscu na oficjalnej włoskiej liście sprzedaży.
Teledysk do piosenki miał premierę 28 października 2011 za pośrednictwem strony internetowej dziennika Corriere della Sera. Reżyserem klipu był Marco Salom.

## Notowania

### Pozycja na liście sprzedaży
| Kraj   | Notowanie (2011) | Najwyższa pozycja |
| ------ | ---------------- | ----------------- |
| Włochy | FIMI             | 42                |